# Lokomotivbau Karl Marx Babelsberg

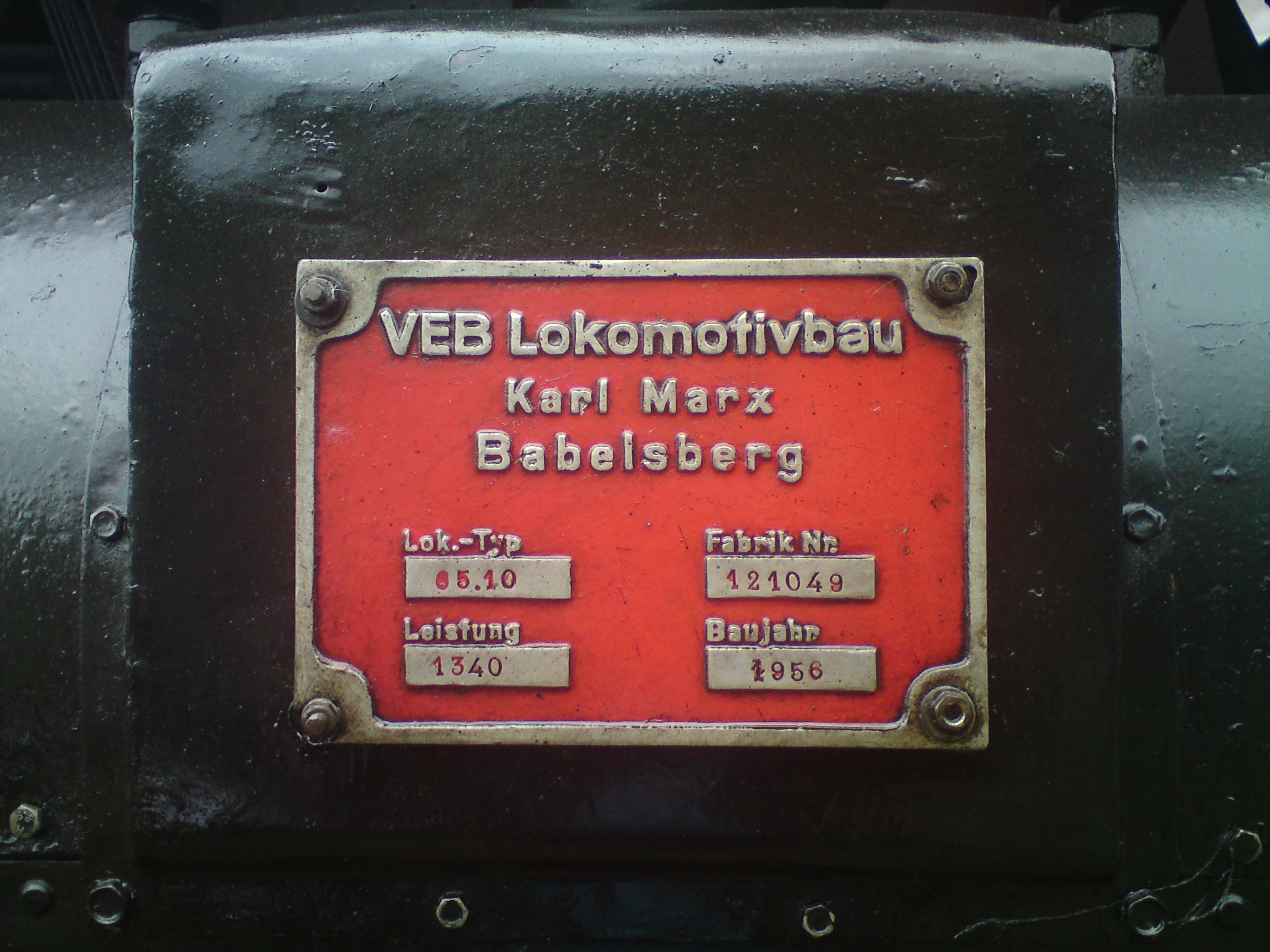
Fabrikschild der Dampflokomotive 65 1049

Der VEB Lokomotivbau Karl Marx Babelsberg (LKM) war ein Hersteller von Lokomotiven in Potsdam-Babelsberg (DDR). Der ehemals Volkseigene Betrieb wurde 1992 geschlossen.

## Geschichte

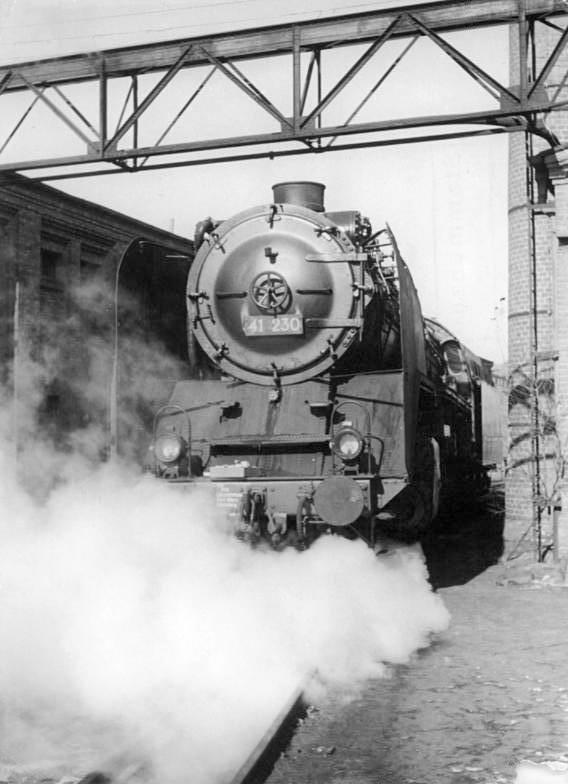
Die Dampflok 41 230 (BR 41) auf Probefahrt (1954)

Der LKM ging aus dem Werk Babelsberg der Maschinenbau und Bahnbedarf Aktiengesellschaft, vormals Orenstein & Koppel, hervor. Nach dem Zweiten Weltkrieg wurde 1946 zunächst die Fahrzeuginstandsetzung wieder aufgenommen. Am 30. April 1947 wurde die erste Nachkriegs-Lokomotive ausgeliefert, der Prototyp für die SŽD-Baureihe ГР. Die Loks wurden als Reparationsleistung an die Sowjetunion geliefert.
Am 18. März 1948 erfolgte die Eingliederung in die VVB LOWA als Lokomotivbau Karl Marx Babelsberg, kurz LKM. Das Werk war Produzent der Neubaulokomotiven der Baureihen 25.0-1, 23.10, 50.40, 65.10, 83.10, 99.23-24, LKM Typ 225 PS Schmalspur (99.33) und 99.77-79. Mit der Ablieferung der Maschine 50 4088 am 28. Dezember 1960 endete der Dampflokbau für die Regelspur in Deutschland.
1950 startete das erste Dieselloktypenprogramm der DDR mit den Typen N1 bis N7, von denen auch schmalspurige Varianten mit dem Zusatz s (zum Beispiel Ns1) angeboten wurden. Die Varianten N5 bis N7 wurden nicht gebaut, von der N5 und der N7 existierten Prototypen, die jedoch erst später Serienreife erlangten.

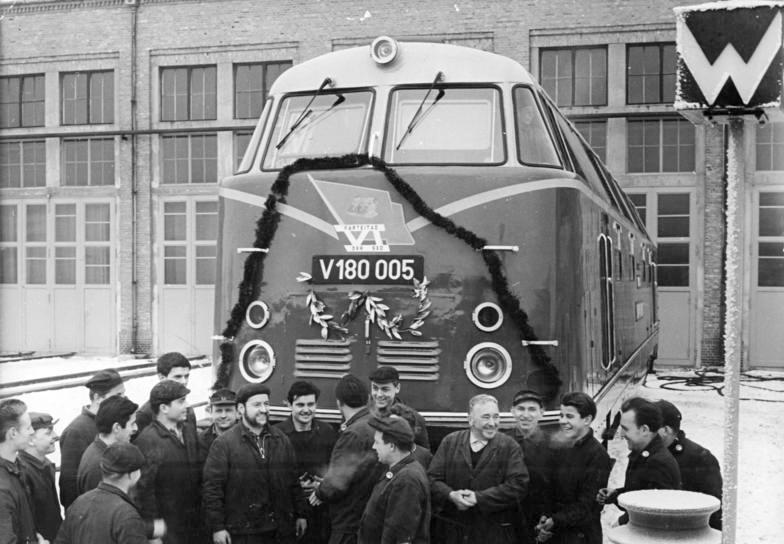
Die Großdiesellok vom Typ V 180 BB bei der feierlichen Übergabe im LKM Babelsberg

1958 wurde das zweite Dieselloktypenprogramm gestartet. Die Lokomotiven erhielten nun Bezeichnungen von V 10 bis V 240 anhand der Leistungswerte und der Achsformel. So hatte die V 10 B 100 PS und zwei Achsen, die V 180 BB 1800 PS und vier Achsen in zwei Drehgestellen.
1960 wurde der Dampflokbau beendet, 1969 jedoch durch die Energiekrise der Bau von Dampfspeicherlokomotiven vom Typ Feuerlose C aufgenommen.
Im Jahr 1964 gab LKM ein einen Teil der Diesellokproduktion an den Lokomotivbau Elektrotechnische Werke „Hans Beimler“ Hennigsdorf ab. Den Großdiesellokbau beendete LKM im Jahr 1970, da nach neuen RGW-Beschlüssen für den Bau von Lokomotiven dieser Leistungsklasse die Sowjetunion und Rumänien zuständig waren. Der Bau von Kleinloks wurde auch nach den Produktionsumstellungen der 1970er Jahre zunächst fortgeführt. Im Jahr 1976 lieferte der Betrieb die letzte im Werk gebaute Lokomotive aus.

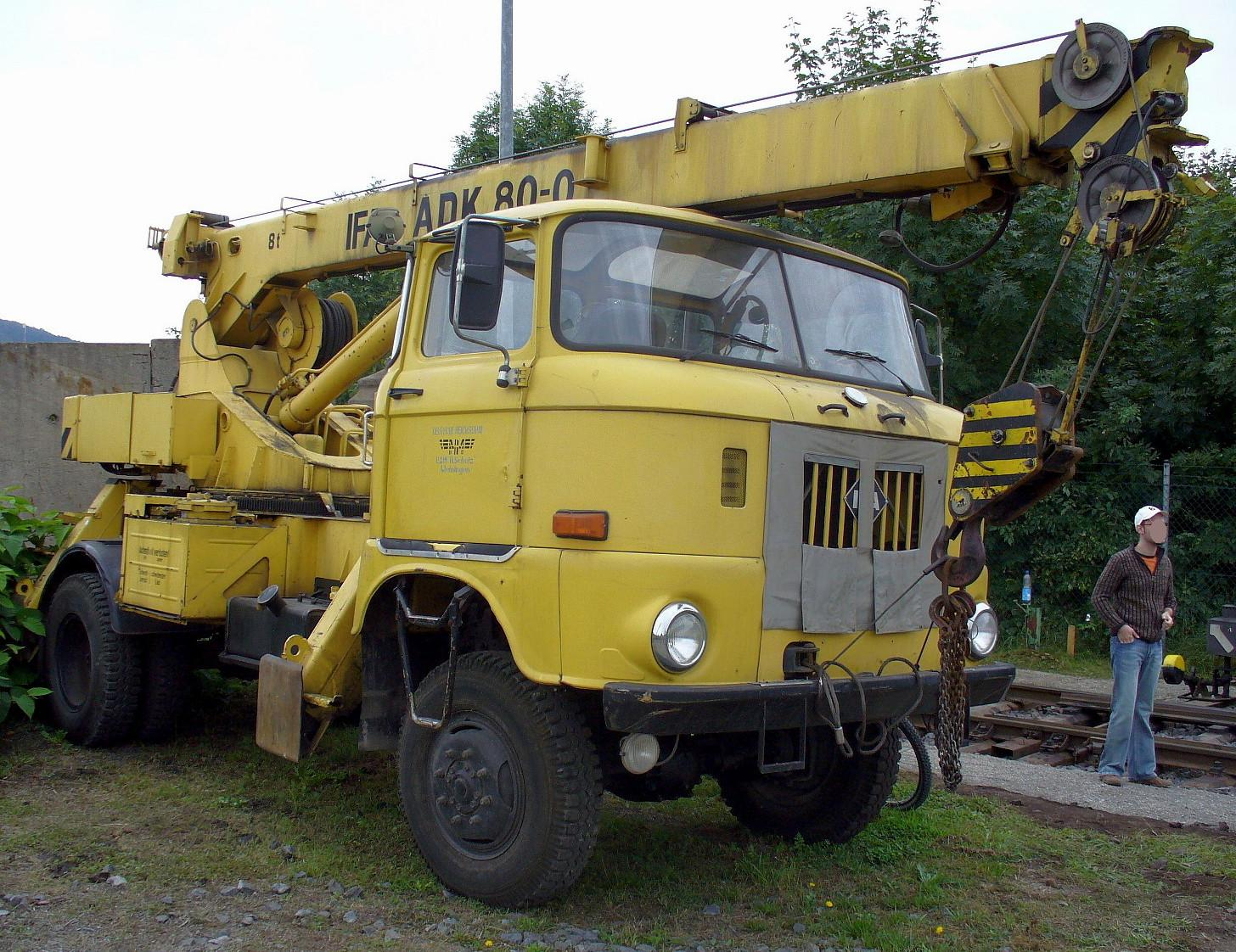
ADK 80 aus Babelsberg auf Basis IFA W50

Der Betrieb konzentrierte sich auf andere Produktionsschwerpunkte, so firmierte das Unternehmen ab dem 16. Januar 1969 als VEB Klimatechnik Karl Marx Babelsberg. Der Betrieb wechselte somit von der VVB Schienenfahrzeuge zum Kombinat ILKA Luft- und Kältetechnik. 1974 änderte sich erneut die Produktion, ab 1. April 1974 nannte sich das Unternehmen VEB Maschinenbau Karl Marx Babelsberg und war im Kombinat TAKRAF eingebunden. Er stellte den Autodrehkran 125 her, dem auf Basis von Serien-Lkw die Autokrane ADK 70, ADK 80 und ADK 100 folgten. 1984 wurde der Betrieb in das IFA-Kombinat Nutzkraftwagen Ludwigsfelde eingegliedert.
1990 wurde der Maschinenbau Karl Marx Babelsberg durch die Treuhandanstalt in eine GmbH umgewandelt und dann bis 1992 abgewickelt, obwohl ernstzunehmende Entwicklungsangebote vorlagen. Auf dem Gelände befindet sich heute ein Gewerbepark.